# Diacyclops haueri
Diacyclops haueri is een eenoogkreeftjessoort uit de familie van de Cyclopidae. De wetenschappelijke naam van de soort is voor het eerst geldig gepubliceerd in 1931 door Kiefer.